# 도아 (가수)
도아(본명: 김도아, 2003년 12월 4일 ~ )는 대한민국의 가수이다. 파나틱스 멤버이기도 하다.

## 학력
- 2010년 ~ 2016년 서울옥정초등학교
- 2016년 ~ 2019년 옥정중학교
- 2019년 ~ 2022년 금호고등학교

## 경력
- 2018년 엠넷 PRODUCE 48 참가
- 2021년 엠넷 Girls Planet 999 참가

## 광고
- 2019년 - 에뛰드 하우스 컬러풀 비비드 틴트 뮤즈
- 2019년 - 에뛰드 하우스 베러립스톡
- 2020년 - 에뛰드 디즈니 썸썸 콜라보레이션
- 2020년 - 스쿨룩스 (지원, 레나와 함께 전속모델)
- 2020년 - 에뛰드 뮬리로맨스 컬랙션